# フランツィスカ・ギファイ
フランツィスカ・ギファイ（Franziska Giffey、1978年5月3日 - ）は、ドイツの政治家。ベルリン市長（第15代）、ベルリン市内のノイケルン区長や家族・高齢者・女性・青少年大臣を歴任した。ドイツ社会民主党（SPD）所属。

## 経歴

### 生い立ち
フランクフルト (オーダー)で生まれる。1997年にアビトゥーア試験に合格してフンボルト大学ベルリンに入学し、英語とフランス語を学ぶ。1998年からはベルリン行政法科大学（FHVR）で行政法を学び、2001年に行政管理（FH）の学位を取得。在学中の2000年には、ロンドンのルイシャム地区の区長であるデイブ・サリヴァン（労働党）の事務所で数か月間インターンを経験している。
2003年から2005年にかけてFHVRでヨーロッパの行政管理を学び、修士号を取得。2005年からはベルリン自由大学のオットー・ズーア政治学研究所で学び、2009年に政治学の博士号を取得した。

### 政界入り
2007年にドイツ社会民主党（SPD)に入党。2010年からベルリン市内のノイケルン区参事（教育、学校、文化、スポーツ担当）に就任。さらに2015年にはノイケルン区長に選出された。2018年3月14日、キリスト教民主・社会同盟（CDU/CSU）と社会民主党（SPD）による大連立で第4次メルケル内閣が発足し、ギファイは家族・高齢者・女性・青少年大臣に任命された。しかし、博士号を取得した際の論文に盗用疑惑がもち上がり、2021年5月19日には大臣を辞任することとなった。その後、6月10日にはベルリン自由大学からギファイの博士号を剥奪することが発表された。
2020年11月、ギファイはレイド・サレーとともに社会民主党のベルリン市共同代表に選出された。さらに現職ベルリン市長のミヒャエル・ミュラーの後継として、ギファイを次のベルリン市議会選挙で市長候補とすることが決められた。

### ベルリン市長
2021年9月26日のベルリン市議会選挙において社会民主党が第1党を維持。社会民主党と同盟90/緑の党、左翼党の連立が合意され、12月21日に市議会においてギファイが賛成84、反対52、棄権2票で市長に選出された。
しかし、他選挙区の投票用紙が一部の投票所で誤って配られたことなど、一部の投票所での運営に問題があったとして、ベルリン州憲法裁判所は選挙結果を無効と判断した。これを受け、2023年2月12日にやり直し選挙が実施されることとなった。2023年のベルリン市議会の再選挙では、与党3党はいずれも得票率を下げ、社会民主党（得票率18.4％）は第1党の座を明け渡す結果となった。一方で、キリスト教民主同盟が得票率28.2％を獲得し、前回から10.2%も増やす躍進を果たして第1党となった。この結果を受けて、キリスト教民主同盟と社会民主党の連立が合意され、4月27日には市議会においてカイ・ウェグナーが市長に選出された。ギファイは市長を退いたものの、副市長兼経済・エネルギー・公共企業担当に就任し、新政権の一員となった。
2024年5月7日、ベルリン市内の図書館にて硬い物が入ったバッグで男に殴られ、頭と首を負傷し病院で一時治療を受けた。
- ベルリンのノイケルン区にて（2016年8月16日）
- ラインラント＝プファルツ州首相のマル・ドライヤーと（2019年1月23日）
- アンゲラ・メルケル首相と（2019年12月3日）
- ブランデンブルク州首相のディートマー・ヴォイトケと（2021年12月21日）